# 袁明铎
袁明铎（？—），男，中华人民共和国政治人物，曾任中共内蒙古自治区党委组织部副部长，内蒙古自治区政协副主席。